# Lycosa howarthi
Lycosa howarthi este o specie de păianjeni din genul Lycosa, familia Lycosidae, descrisă de Gertsch, 1973. Conform Catalogue of Life specia Lycosa howarthi nu are subspecii cunoscute.